# Boffzen
Boffzen is een gemeente in de Duitse deelstaat Nedersaksen. De gemeente maakt deel uit van de Samtgemeinde Boffzen in het Landkreis Holzminden. Boffzen telt 2.656 inwoners.
Boffzen is de meest noordelijke van de vier deelgemeentes van de Samtgemeinde Boffzen. Tevens is het bestuur van deze Samtgemeinde er gevestigd. 
Zie voor meer informatie ook onder Samtgemeinde Boffzen.

## Geografie, infrastructuur
Boffzen ligt aan de oostoever van de Wezer en aan de westflank van de beboste bergrug Solling, die deel uitmaakt van het Weserbergland. Het dorp heeft geen treinverbinding, maar kan vanuit het 11 km noordwaarts gelegen Holzminden via Lüchtringen per streekbus bereikt worden. Boffzen ligt niet aan echt belangrijke hoofdwegen, maar de binnenwegen, die het met alle omliggende dorpen verbinden, zijn van goede kwaliteit.

## Geschiedenis
Boffzen bestaat ten minste reeds sinds de middeleeuwen. In een (niet gedateerde) schenkingsakte ten gunste van de Abdij Corvey wordt het als Boffeshus vermeld.
Later in de middeleeuwen vestigde zich hier een adellijk geslacht Von Boffessen. Vanaf de late 17e eeuw was de glasfabricage, de eerste 200 jaar als kleinschalig ambacht,  een belangrijk middel van bestaan in het dorp.

## Economie
Boffzen heeft als voornaamste middel van bestaan het toerisme en de in het dorp sedert 1866 gevestigde, ruim 400 mensen een baan biedende,  glasfabricage (potten voor groenteconserven, jam e.d.). Verder staat er een kleine fabriek van metalen buizen met klanten in geheel Duitsland.

## Bezienswaardigheden e.d.
- Het bij de glasfabriek behorende glasmuseum, dat samenwerkt met dat te Grünenplan, gemeente Delligsen, is gevestigd in een voormalige directeursvilla van de glasfabriek. De nadruk van de expositie ligt op de productie van persglas vanaf circa 1860.
- Het natuurschoon van het Weserbergland noodt tot, ook lange, wandel- of fietstochten. Het dorp ligt aan de langeafstandsfietsroute Weser-Radweg.
- De uit 1732 daterende, evangelisch-lutherse Verlosserkerk , gebouwd in barokstijl

## Afbeeldingen

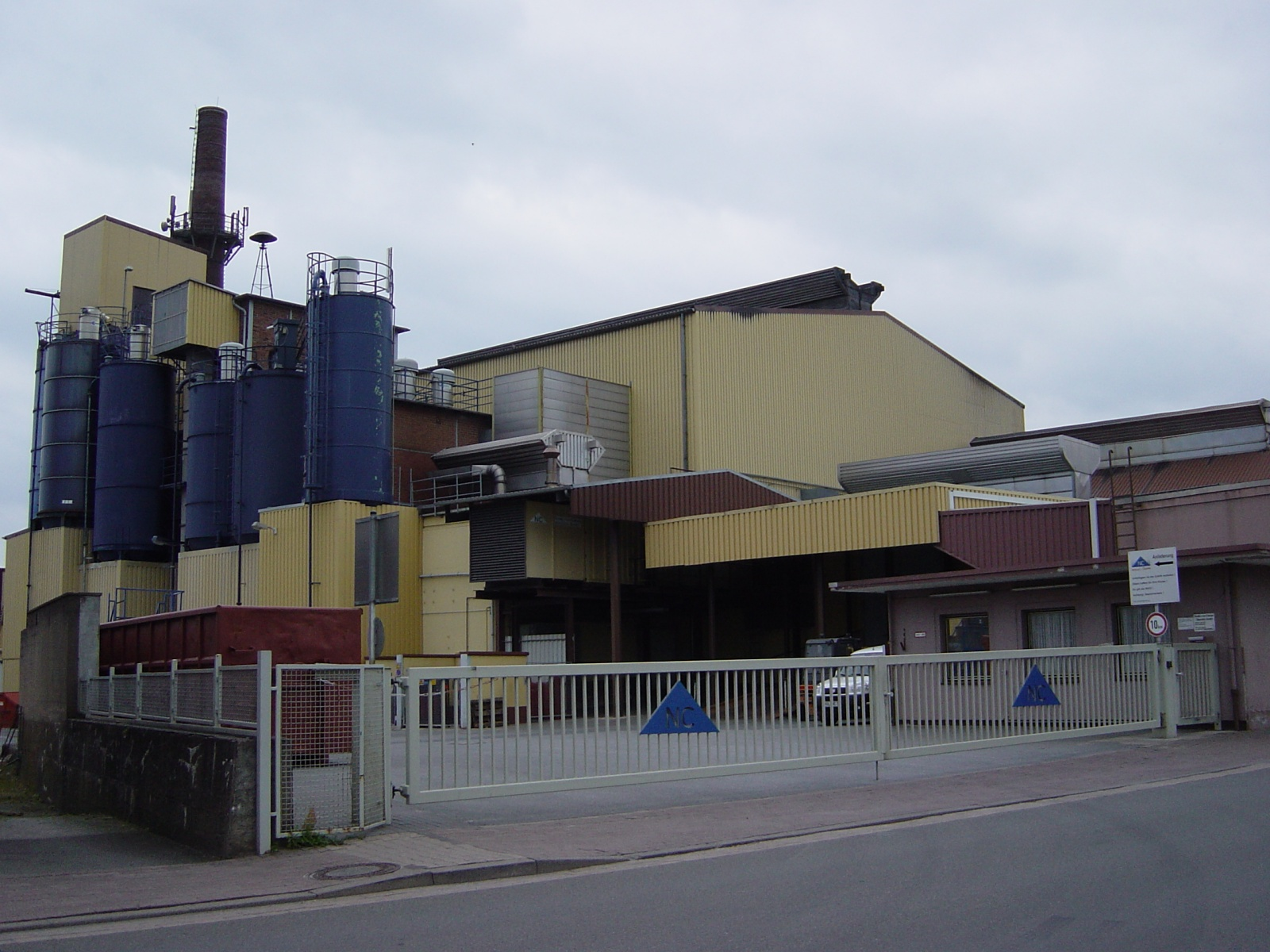
Glasfabriek
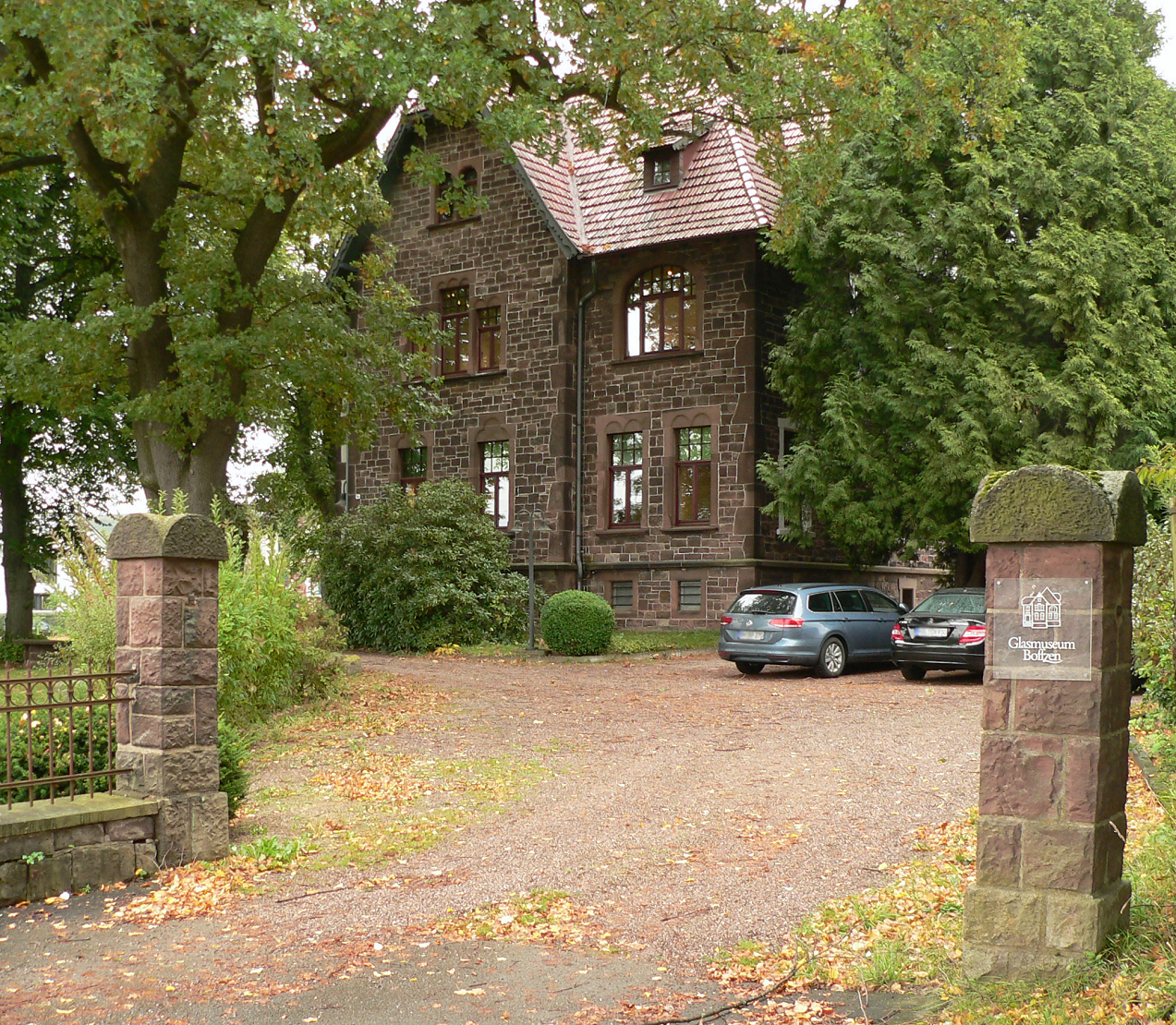
Gebouw glasmuseum
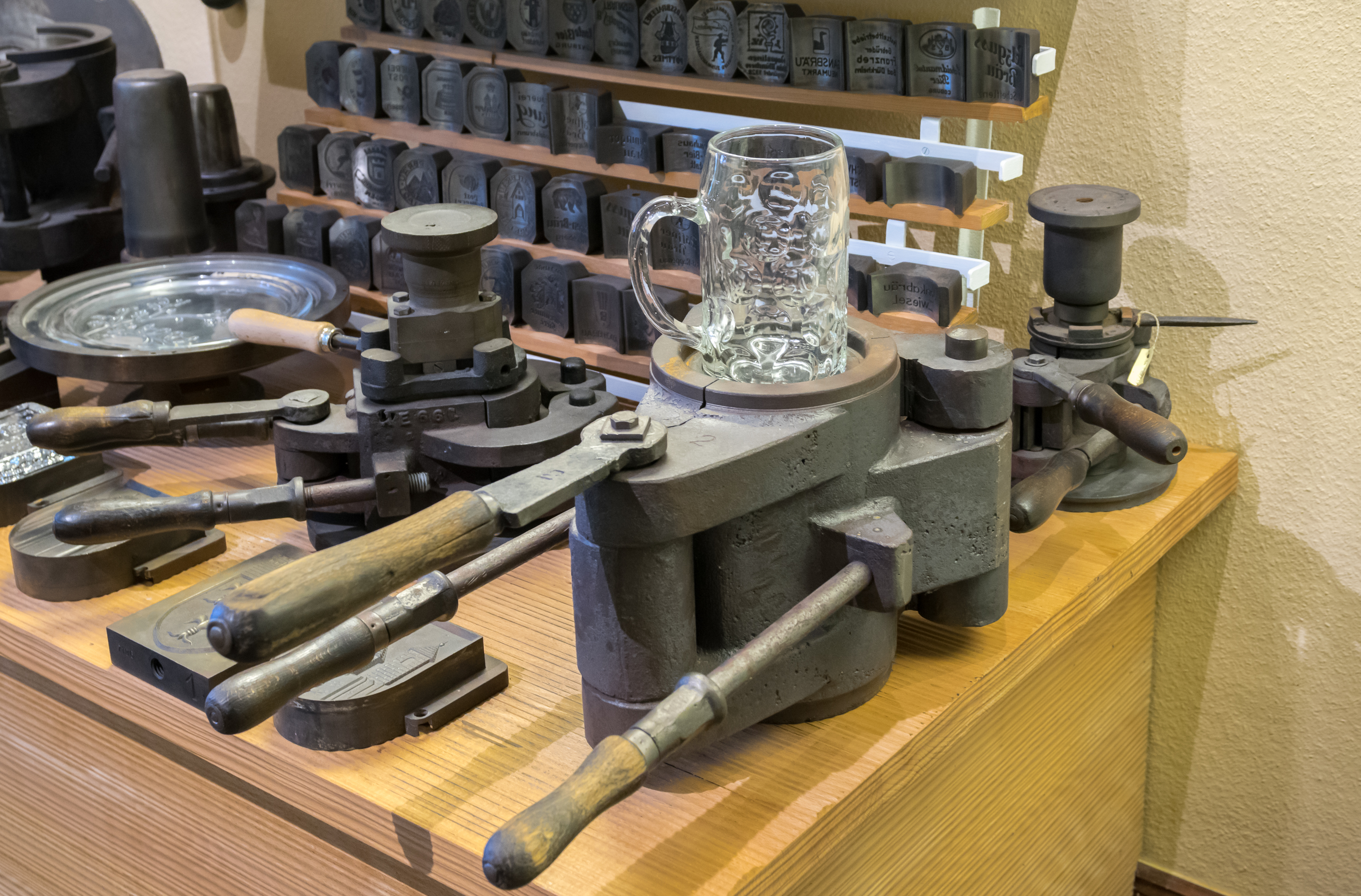
Machine voor het maken van bierpullen in dit museum
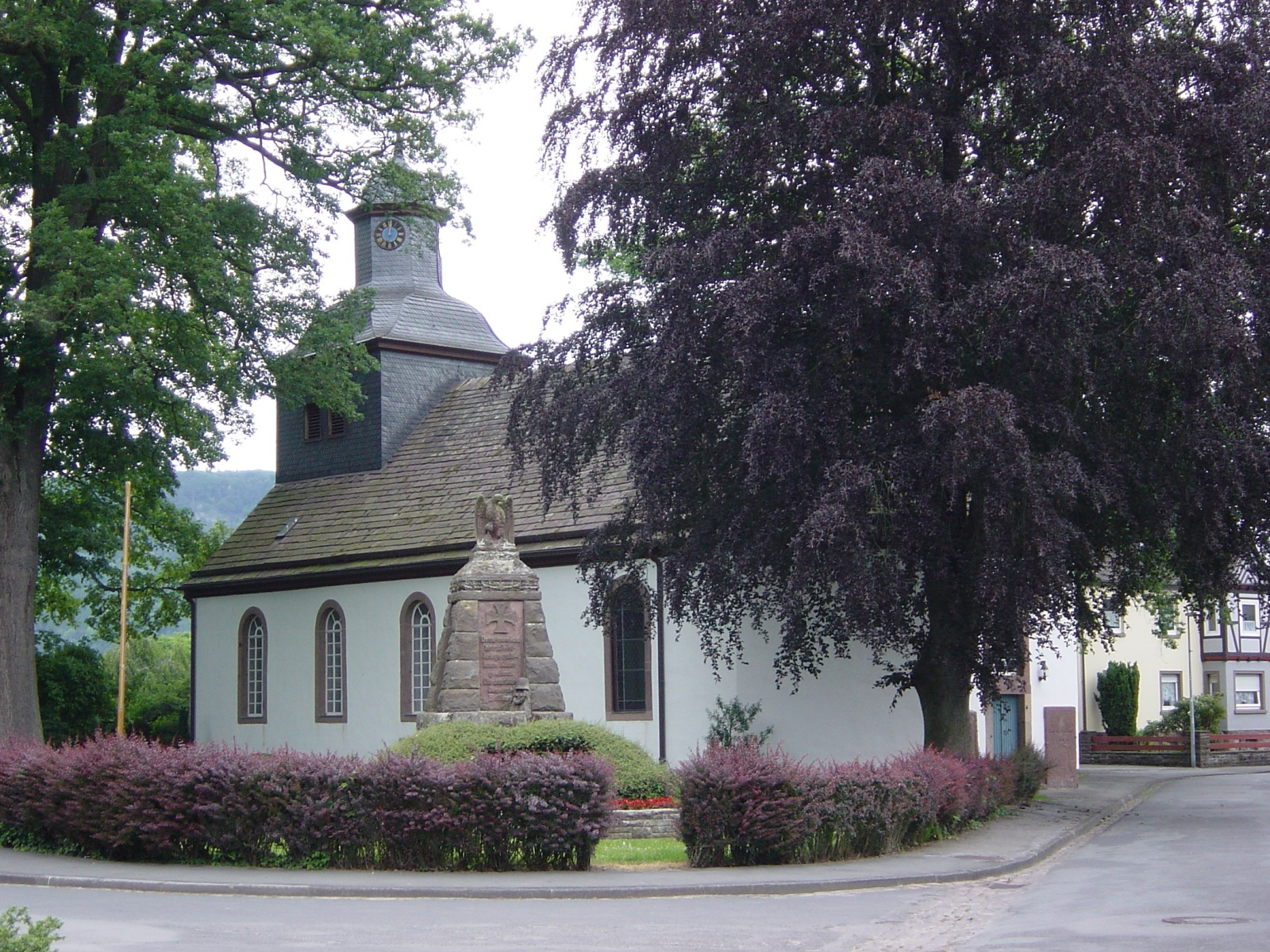
Evangelisch-lutherse kerk

## Partnergemeentes
- Sedert juni 1977 bestaat een jumelage met de gemeente Villers-sur-Mer in het Departement Calvados, Frankrijk.
- Ook met de gemeente Nachterstedt in de deelstaat Saksen-Anhalt, Duitsland, bestaat een stedenpartnerschap.